# Parachartergus flavofasciatus
Parachartergus flavofasciatus är en getingart som först beskrevs av Cameron 1906.  Parachartergus flavofasciatus ingår i släktet Parachartergus och familjen getingar. Inga underarter finns listade i Catalogue of Life.